# 크리스 샘니
크리스 샘니(영어: Chris Samnee)는 미국의 만화가이다. 마크 웨이드의 《데어데블》 작화로 유명하다. 2011년 하비상 신인상, 2013년 아이스너상 펜슬러상을 수상하였다.

## 저작

### 마블 코믹스
- 토르: 마이티 어벤저
- 데어데블
- 블랙 위도우

### IDW 출판
- 로켓티어: 카고 오브 둠